# Glazbena manifestacija
Glazbena manifestacija, bilo koji glazbeni događaj ili priredba. Program se obično sastoji od više glazbenih točaka ili više izvođača, i izvodi se uživo pred publikom.
Glazbene manifestacije mogu biti jednokratne, ili se ponavljati u određenim razmacima, npr. jednom ili dvaput godišnje, jednom u dvije godine i sl. Priređuju se u javnim prostorima (gradski trgovi i drugi otvoreni prostori, javne plaže, javne zgrade), koncertnim dvoranama, kazalištima, školama, crkvama, ali i sportskim dvoranama, turističkim objektima i sl. Neke manifestacije čine samostalni glazbeni nastupi koji se pod zajedničkim imenom odvijaju u programom definiranim terminima (svakoga dana, jednom tjedno i sl.) Primjeri: Glazbene večeri u Sv. Donatu, Jazz is Back u Grožnjanu.
Izvođači na glazbenim manifestacijama mogu biti solisti, vokalni i instrumentalni sastavi, i bilo koja njihova kombinacija. Glazbena manifestacija može biti revijalnog ili natjecateljskog karaktera, besplatna za posjetitelje ili s naplatom ulaznica, posvećena humanitarnoj svrsi, tematski određena (Monteparadiso, Dani orgulja u Istri) ili posvećena nekom pojedincu (Međunarodno violončelističko natjecanje "Antonio Janigro"), kraju (Festival dalmatinskih klapa Omiš) ili kulturi (Silk Road Festival). Može biti lokalna, nacionalna i međunarodna. Neke glazbene manifestacije imaju prepoznatljivo ime i tradiciju (Zagrebački festival, Splitski festival, Melodije Istre i Kvarnera). Neke su praćene bogatom scenografijom, televizijskim prijenosom i marketinškom promocijom.
Primjeri glazbenih manifestacija: glazbeni festival, novogodišnji koncert, susret zborova, smotra folklora, susret svirača tradicijskih instrumenata, natjecanje učenika glazbenih škola i dr.